# Meister des Gijsbrecht van Brederode

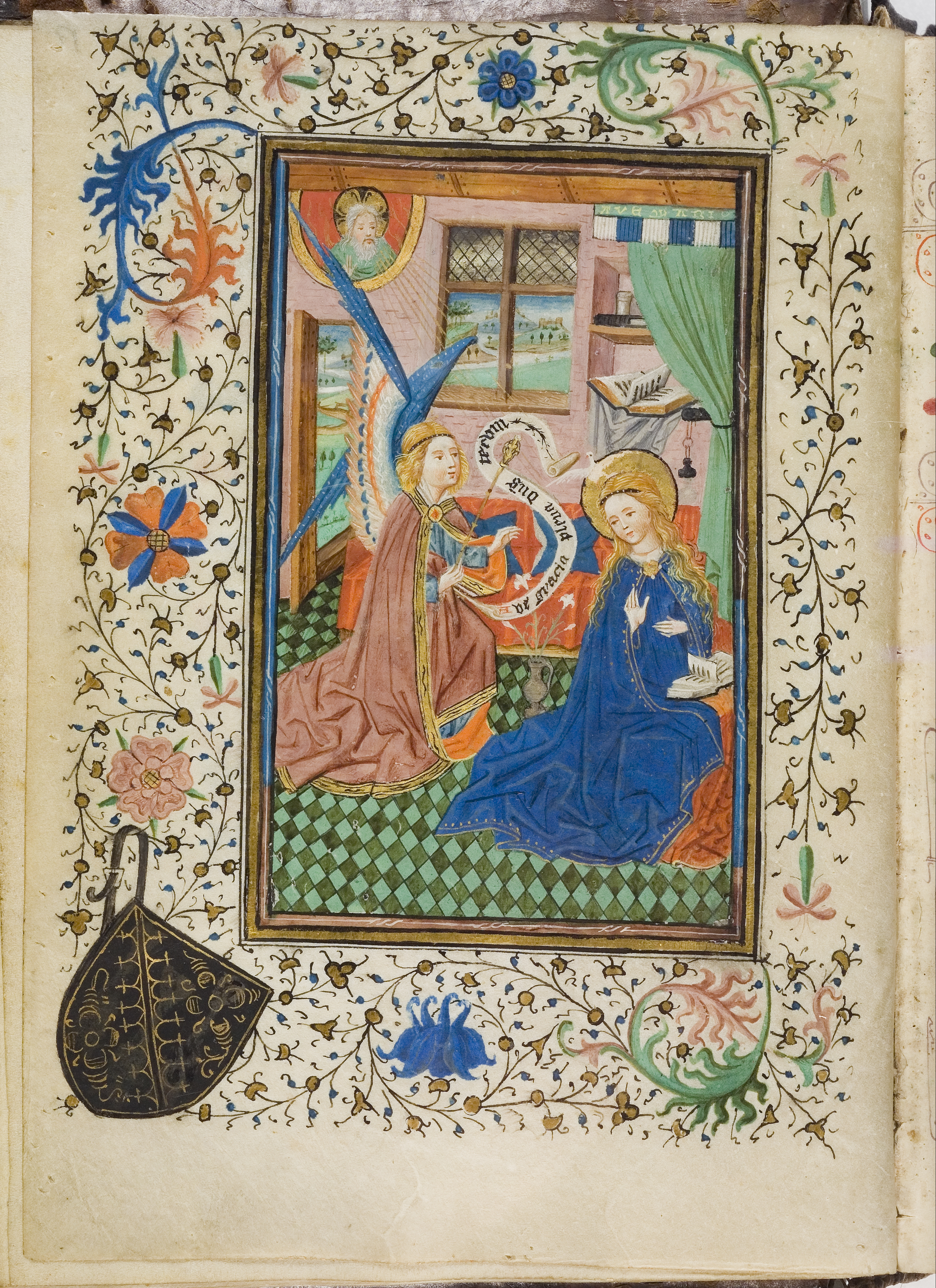
Stundenbuch

Als Meister des Gijsbrecht van Brederode (niederländisch Meester van Gijsbrecht van Brederode) wird ein mittelalterlicher Buchmaler aus dem Utrecht des 15. Jahrhunderts bezeichnet.  Der namentlich nicht bekannte Künstler erhielt seinen Notnamen nach dem Stundenbuch, das er für den Bischof dieser niederländischen Stadt Gijsbrecht van Brederode ausgemalt hat.  Das Buch befindet sich heute im Besitz der Universität Lüttich. Nur einige wenige andere Werke des Meister sind erhalten geblieben, jedoch wird er zusammen mit dem Meister des Evert Zoudenbalch zu den bedeutendsten Buchmalern im Utrecht seiner Zeit gerechnet.  Dass Gijsbrecht ihm einen Auftrag erteilen konnte, zeigt das Vermögen dieses Klerikers und die Bedeutung seiner Kathedrale in der Mitte des 15. Jahrhunderts. Auch der namentlich nicht bekannte Meister des Evert Zoudenbalch erhielt seinen Namen nach einem für einen anderen Kleriker dieser Kathedrale geschaffenen Buch, dem Dompropst Evert Zoudenbalch.